# Скакун Андрій Юрійович
Андрій Юрійович Скакун (нар. 13 вересня 1994, Тернопіль, Україна) — український футболіст, нападник клубу «Нива» (Тернопіль).

## Клубна кар'єра
Вихованець «Тернополя». Дорослу футбольну кар'єру розпочав 2012 року в складі збаражського «Галича», який виступав у чемпіонаті Тернопільської області. Наступного року перейшов до «Агробізнеса», разом з командою пройшов шлях від чемпіонату області до Першої ліги України. На професіональному рівні дебютував за «Агробізнес» 9 липня 2017 року в переможному (5:3, по пенальті) виїзному поєдинку 1-го кваліфікаційного раунду кубку України проти «Тернополя». Андрій вийшов на поле в стартовому складі та відіграв увесь матч. У Другій лізі України дебютував 14 липня 2017 року в переможному (5:2) виїзному поєдинку 1-го туру проти франківського «Прикарпаття». Скакун вийшов на поле в стартовому складі, а на 73-ій хвилині його замінив Роман Гагун. Дебютним голом у футболці волочиського клубу відзначився 30 липня 2017 року на 62-ій хвилині переможного (1:0) виїзного поєдинку 3-го туру групи А Другої ліги України проти стрийської «Скали». Андрій вийшов на поле в стартовому складі, а на 73-ій хвилині його замінив Олександр Юрчак. На професіональному рівні виступав за команду протягом двох сезонів, за цей час у чемпіонатах України зіграв 52 матчі (10 голів), ще 4 поєдинки провів у кубку України.
Напередодні старту сезону 2019/20 приєднався до «Ниви». У футболці тернопільського клубу дебютував 3 серпня 2019 року в переможному (3:0) виїзному поєдинку 2-го туру групи А Другої ліги України проти вишгородського «Діназу». Скакун вийшов на поле в стартовому складі, на 39-ій хвилині відзначився дебютним голом, а на 89-ій хвилині його замінив Віталій Тригуба. За підсумками сезону 2019/20 років допоміг «Ниві» виграти групу А Другої ліги та підвищитися в класі.

## Досягнення
«Нива» (Тернопіль)
- Друга ліга чемпіонату України
  -  Чемпіон (1): 2019/20 (група «А»)

«Агробізнес» (Волочиськ)
- Друга ліга чемпіонату України

 Чемпіон: 2017/18.
- Чемпіонат України серед аматорів

 Чемпіон: 2016/17.
 Віце-чемпіон: 2016.
- Чемпіонат Хмельницької області

 Чемпіон: 2016